# 大高善兵衛
大高 善兵衛（おおたか ぜんべえ、1935年6月11日 - 2014年8月3日）は日本の実業家、元ヨークベニマル社長。

## 略歴
福島県立安積高等学校を卒業し、父親の大高善雄が創業した紅丸商店（現ヨークベニマル）に専務取締役として入社する。
1963年、紅丸商事株式会社（現ヨークベニマル）代表取締役社長に就任。1994年、社長を弟の大高善二郎と交代し相談役に就任。同年から郡山商工会議所第19代会頭を務める。2007年にヨークベニマル相談役及び郡山商工会議所会頭を退任した。